# ゴールド劇場・シルバー劇場
ゴールド劇場・シルバー劇場（ゴールドげきじょう・シルバーげきじょう）は、愛知県名古屋市中村区太閤1-23-11にあった映画館。
スターキャット・エンタープライズによって運営されており、2スクリーンを有していた。二番館だった開館当初を除き、主に国内外のアート系作品を上映するミニシアターだった。

## 沿革

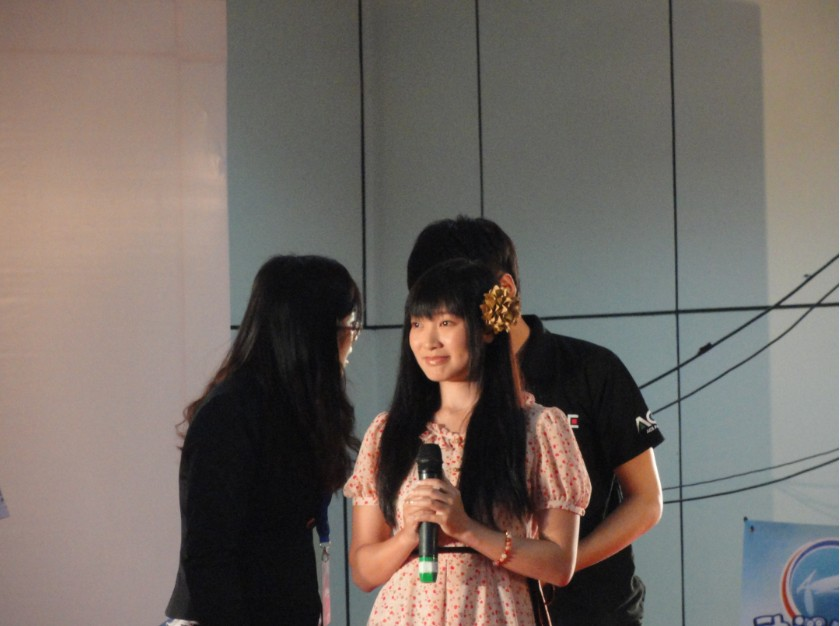
『劇場版 天元突破グレンラガン』の舞台挨拶で訪れた福井裕佳梨

- 1983年（昭和58年） - 二番館としてゴールド劇場・シルバー劇場が開館
- 1985年（昭和60年）頃 - ミニシアターに転換
- 2012年（平成24年）2月3日 - 閉館

## データ
- 所在地：愛知県名古屋市中村区太閤1-23-11
- アクセス：JR・名古屋市営地下鉄・あおなみ線 名古屋駅から南に300m
名古屋鉄道 名鉄名古屋駅・近畿日本鉄道 近鉄名古屋駅から南西に400m。
- 座席数：ゴールド劇場 - 220席、シルバー劇場 - 140席。
- 支配人：木戸義夫（1983開館時）、牧野鐘徳（1987-1990）、城戸哲也（1993）、丹羽修三（1996）、木村勝（1997-1998）、高藤奨（1999-2001）、石黒稔章（2002-2004）、丹羽修三（2005-2006）、有川芳明[1]（2007-2011）、丹羽修三（2012閉館時）[2]。

## 歴史

### マキノ劇場

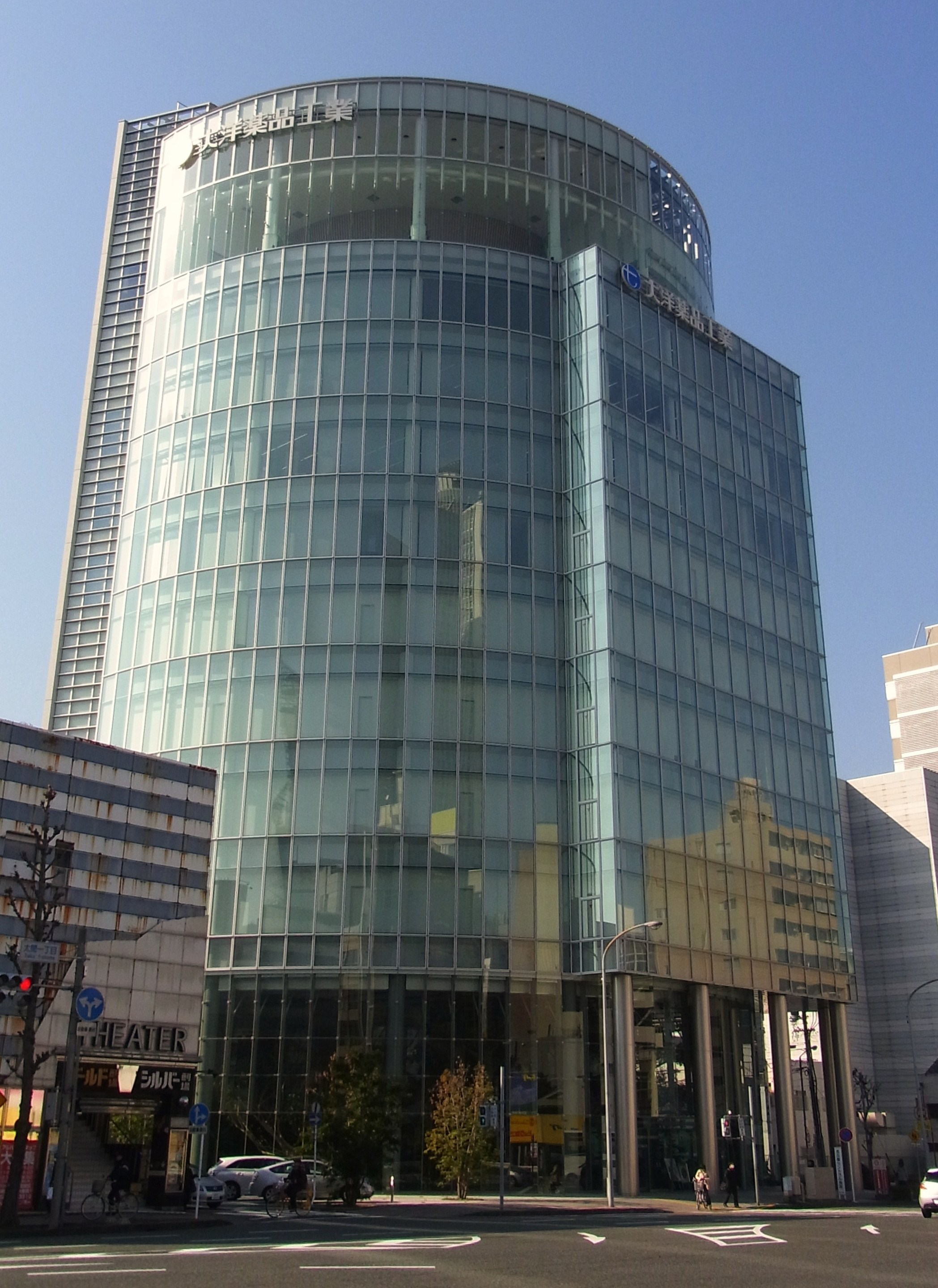
写真左の建物がゴールド劇場・シルバー劇場のあったビルであり、中央は大洋薬品工業本社

1956年（昭和31年）7月31日、ヘラルドグループ創業者の古川為三郎によって中村区太閤通1-56に「マキノ劇場」（マキノ映劇）が開館。マキノ劇場の館名は、映画館の所在地だった中村区牧野町に由来している。マキノ劇場は邦画の二番館、後に名画座として営業したが、1983年（昭和58年）頃に閉館した。

### ゴールド劇場・シルバー劇場
1983年（昭和58年）8月8日、ヘラルド興業によってマキノ劇場跡地にゴールド劇場・シルバー劇場が開館した。ゴールドの初回上映作品は市川崑監督の『細雪』で、シルバーは成人映画だった。開館当初はゴールド劇場が名画座、シルバー劇場が成人向映画の上映館だったが、同年12月3日にはシルバー劇場が名画座路線に転向した。1985年（昭和60年）頃から国内外のアート系作品を上映するミニシアターとなり、『ミツバチのささやき』、『ニュー・シネマ・パラダイス』、『シュリ』、『東京日和』などを上映した。
名宝会館閉館後の一時期は、『K-19』や『ハルク』や『サンダーバード』など東宝洋画系の作品も上映していた。ビルの1階にはパチンコ店（末期はまんが喫茶）がテナントとして入居していた。
2003年（平成15年）にはヘラルド・コーポレーションが民事再生法を適用し、センチュリーシネマとともに映画館の運営がスターキャット・エンタープライズに委託された。2004年（平成16年）からは毎月最終土曜日夜にオールナイト上映を実施していた。
2009年（平成21年）5月17日には、ゴールド劇場で上映されていたアニメ映画『劇場版 天元突破グレンラガン 紅蓮篇』の舞台挨拶で、同作の今石洋之監督と主人公・シモン役の柿原徹也、ニア役の福井裕佳梨が来館した。また2011年（平成23年）2月19日には、『学校をつくろう』上映時の舞台挨拶で、同作出演の柄本時生と池上リョヲマ、監督の神山征二郎がゴールド劇場を訪れている。
都市計画道路事業用地として道路拡張工事が行われる影響で、2012年（平成24年）2月3日に閉館して28年の歴史に幕を閉じた。閉館前最後の1週間には『ローマの休日』、『山の郵便配達』、『ニュー・シネマ・パラダイス』、『東京日和』の4本を上映し、会員によって選ばれた2月3日の最終上映作品は『ニュー・シネマ・パラダイス』だった。運営元のスターキャット・エンタープライズは、閉館の理由は経営難ではなく「（ささしまライブ24地区の整備事業にともなう）道路拡幅工事のため」と説明している。最終上映は立ち見が出るほどの盛況ぶりとなった。
28年間で上映した作品数は2,050本、入場者数は237万人を数えた。跡地の一部には2017年（平成29年）7月21日に「セブン-イレブン名古屋太閤1丁目店」がオープンしている。